# أرنو فيرشورين
ارنو فيرشورين (8 أبريل 1997 في بلجيكا - ) هو لاعب كرة قدم بلجيكي في مركز الوسط. شارك مع منتخب بلجيكا تحت 17 سنة لكرة القدم ومنتخب بلجيكا تحت 18 سنة لكرة القدم ومنتخب بلجيكا تحت 19 سنة لكرة القدم. أما مع النوادي، فقد لعب مع نادي فيسترلو ومنتخب بلجيكا الوطني لكرة القدم للشباب ‏.

## روابط خارجية
- ارنو فيرشورين على موقع الاتحاد الأوربي (الإنجليزية)
- ارنو فيرشورين على موقع الاتحاد البلجيكي (الإنجليزية)
- ارنو فيرشورين على موقع قاعدة بيانات كرة القدم.إي يو (الإنجليزية)
- ارنو فيرشورين على موقع بيانات كرة القدم. دي إي (الألمانية)
- ارنو فيرشورين على موقع Soccerbase.com (لاعب) (الإنجليزية)
- ارنو فيرشورين على موقع Soccerway.com (الإنجليزية)
- ارنو فيرشورين على موقع عالم كرة القدم.نت (الإنجليزية)